# Isleta Village Proper, Novi Meksiko
Isleta Village Proper je popisom određeno mjesto u okrugu Bernalillu u američkoj saveznoj državi Novom Meksiku. Prema popisu stanovništva SAD 2010. ovdje je živio 491 stanovnik. Dio je albuquerqueanskog metropolitanskog statističkog područja.

## Zemljopis
Nalazi se na 34°54′28″N 106°41′35″W / 34.90778°N 106.69306°W (34.907901, -106.693176). Prema Uredu SAD-a za popis stanovništva, zauzima 0,7 km2 površine, sve suhozemne.
Nalazi se u Albuquerqueškoj kotlini, jednoj od najvećih i najdubljih kotlina u rasjedu Rio Grandeu, na zapadnoj obali Rio Grandea. U doba niskog vodostaja, brane za skretanje vode Isleta i nizvodna San Acacia kojima objema upravlja Okrug za zaštitu srednjeg Rio Grandea mogu skrenuti svu vodu iz Rio Grandea duž 177 km dionice rijeke.

## Stanovništvo
Prema podatcima popisa 2010. ovdje je bio 491 stanovnik, 202 kućanstva od čega 126 obiteljskih, a stanovništvo po rasi bili su 1,6% bijelci, 0,0% "crnci ili afroamerikanci", 95,1% "američki Indijanci i aljaskanski domorodci", 0,0% Azijci, 0,0% "domorodački Havajci i ostali tihooceanski otočani", 1,0% ostalih rasa, 2,2% dviju ili više rasa. Hispanoamerikanaca i Latinoamerikanaca svih rasa bilo je 7,9%.